# توفيق باي
سيد أحمد توفيق باي شريف أفندي، هو مسلم سوري كان يعمل عند الملك عبد العزيز آل سعود، سافر إلى تركستان الشرقية في جمهورية الصين في عام 1932. وتم ترحيله من قبل المسلمين الصينيين الموالين للحكومة الصينية. وفي 26 أغسطس وصل إلى كاشغر. والتحق بقوات المسلمين الأويغور والأتراك في جيش جمهورية تركستان الشرقية الأولى، الذين كانوا يقاتلون ضد المسلمين الصينيين الموالين للحكومة الصينية.
وكانت القوات التركية بقيادة عبد الله بوغرا، ونور أحمد جان بوغرا، محمد أمين بوغرا. وتولى توفيق باي قيادة الجيش.
وفي 26 سبتمبر 1933 قاد توفيق باي قوة تركية ضد المسلمين الصينين الموالين للحكومة في كاشغر. واستطاعت القوالت الموالية للحكومة صد الهجوم بعد قتال عنيف، وجُرح توفيق باي بجروح شديدة في المعدة، وتقاعد عن القتال. وبعد سقوط جمهورية تركستان الشرقية الأولى في عام 1934 فر توفيق باي إلى أفغانستان. كما زار اليابان مؤقتا.